# Oliver Bearman
Oliver Bearman (ur. 8 maja 2005 w Chelmsford) – brytyjski kierowca wyścigowy, startujący w serii Formuły 2 w sezonie 2023 i 2024 w zespole Prema Racing. Mistrz Włoskiej i Niemieckiej Formuły 4 (2021). Zadebiutował w Formule 1 w 2024 roku w zespole Ferrari zastępując niedysponowanego Carlosa Sainza podczas Grand Prix Arabii Saudyjskiej. W tym samym sezonie wystąpił również w zespole MoneyGram Haas F1 Team, zastępując Kevina Magnussena podczas Grand Prix Azerbejdżanu. Od sezonu 2025 kierowca wyścigowy MoneyGram Haas F1 Team.

## Wyniki
| Legenda oznaczeń w tabelach wyników Wyświetl szablon na nowej stronie | Legenda oznaczeń w tabelach wyników Wyświetl szablon na nowej stronie                                                                     |
| Oznaczenie                                                            | Wyjaśnienie |
| --------------------------------------------------------------------- | --- |
| Złoty                                                                 | Zwycięzca lub mistrzostwo |
| Srebrny                                                               | 2. miejsce lub wicemistrzostwo |
| Brązowy                                                               | 3. miejsce lub II wicemistrzostwo |
| Zielony                                                               | Ukończył, punktował (w klasyfikacji generalnej, gdy zdobył co najmniej jeden punkt na przestrzeni sezonu, poza trzema powyższymi opcjami) |
| Niebieski                                                             | Ukończył, nie punktował (w klasyfikacji generalnej, gdy nie zdobył co najmniej jednego punktu na przestrzeni sezonu)                      |
| Czerwony                                                              | Nie zakwalifikował się (NZ) |
| Czerwony                                                              | Nie prekwalifikował się (NPK) |
| Różowy                                                                | Nie ukończył (NU) |
| Różowy                                                                | Niesklasyfikowany (NS) (w klasyfikacji generalnej, gdy nie został sklasyfikowany w żadnym wyścigu sezonu)                                 |
| Czarny                                                                | Zdyskwalifikowany (DK) |
| Czarny                                                                | Wykluczony (WYK/EX) |
| Biały                                                                 | Nie wystartował (NW) |
| Biały                                                                 | Kontuzjowany (K/INJ) |
| Biały                                                                 | Wyścig odwołany (OD/C) |
| Bez koloru                                                            | Został wycofany (WYC/WD) |
| Bez koloru                                                            | Nie przybył (NP/DNA) |
| Bez koloru                                                            | Nie brał udziału w treningach (NT/DNP) |
| Bez koloru                                                            | Nie został zgłoszony (–) |
| Pogrubienie                                                           | Start z pole position |
| Kursywa                                                               | Najszybsze okrążenie wyścigu |
| †                                                                     | Nie ukończył, ale jego rezultat został zaliczony ze względu na przejechanie więcej niż 90% dystansu wyścigu.                              |
| *                                                                     | Sezon w trakcie |
| 1/2/3                                                                 | Punktowana pozycja w sprincie kwalifikacyjnym                                                                                             |
| Lista systemów punktacji Formuły 1                                    | |

### Podsumowanie
| Sezon | Seria                               | Zespół                 | Starty | P1 | PP | NO | Podia | Punkty | Miejsce |
| ----- | ----------------------------------- | ---------------------- | ------ | -- | -- | -- | ----- | ------ | ------- |
| 2020  | Niemiecka Formuła 4                 | US Racing              | 21     | 1  | 0  | 1  | 3     | 144    | 7       |
| 2020  | Włoska Formuła 4                    | US Racing              | 8      | 1  | 0  | 1  | 2     | 85     | 10      |
| 2021  | Niemiecka Formuła 4                 | Van Amersfoort Racing  | 18     | 6  | 5  | 4  | 11    | 295    | 1       |
| 2021  | Włoska Formuła 4                    | Van Amersfoort Racing  | 21     | 11 | 8  | 2  | 15    | 343    | 1       |
| 2021  | GB3 Championship                    | Fortec Motorsports     | 9      | 1  | 2  | 1  | 4     | 163    | 14      |
| 2022  | Formula Regional Asian Championship | Mumbai Falcons         | 6      | 0  | 0  | 0  | 1     | 29     | 15      |
| 2022  | Formuła 3                           | Prema Racing           | 18     | 1  | 0  | 1  | 8     | 132    | 3       |
| 2023  | Formuła 2                           | Prema Racing           | 25     | 4  | 3  | 2  | 5     | 130    | 6       |
| 2024  | Formuła 2                           | Prema Racing           | 8      | 2  | 0  | 0  | 0     | 50*    | 15*     |
| 2024  | Formuła 1                           | Scuderia Ferrari HP    | 1      | 0  | 0  | 0  | 0     | 6*     | 16*     |
| 2024  | Formuła 1                           | MoneyGram Haas F1 Team | 1      | 0  | 0  | 0  | 0     | 1*     | 16*     |

### Formuła 3
| Rok  | Zespół       | Wyniki w poszczególnych eliminacjach | Wyniki w poszczególnych eliminacjach | Wyniki w poszczególnych eliminacjach | Wyniki w poszczególnych eliminacjach | Wyniki w poszczególnych eliminacjach | Wyniki w poszczególnych eliminacjach | Wyniki w poszczególnych eliminacjach | Wyniki w poszczególnych eliminacjach | Wyniki w poszczególnych eliminacjach | Wyniki w poszczególnych eliminacjach | Wyniki w poszczególnych eliminacjach | Wyniki w poszczególnych eliminacjach | Wyniki w poszczególnych eliminacjach | Wyniki w poszczególnych eliminacjach | Wyniki w poszczególnych eliminacjach | Wyniki w poszczególnych eliminacjach | Wyniki w poszczególnych eliminacjach | Wyniki w poszczególnych eliminacjach | Punkty | Pozycja |
| ---- | ------------ | ------------------------------------ | ------------------------------------ | ------------------------------------ | ------------------------------------ | ------------------------------------ | ------------------------------------ | ------------------------------------ | ------------------------------------ | ------------------------------------ | ------------------------------------ | ------------------------------------ | ------------------------------------ | ------------------------------------ | ------------------------------------ | ------------------------------------ | ------------------------------------ | ------------------------------------ | ------------------------------------ | ------ | ------- |
| 2022 | Prema Racing | Bahrajn                              | Bahrajn                              | Włochy                               | Włochy                               | Hiszpania                            | Hiszpania                            | Wielka Brytania                      | Wielka Brytania                      | Austria                              | Austria                              | Węgry                                | Węgry                                | Belgia                               | Belgia                               | Holandia                             | Holandia                             | Włochy                               | Włochy                               | 132    | 3       |
| 2022 | Prema Racing | 2                                    | 6                                    | 12                                   | 17                                   | 12                                   | 5                                    | 9                                    | 3                                    | 16                                   | 3                                    | 5                                    | 3                                    | 1                                    | 3                                    | 11                                   | 25                                   | 2                                    | 2                                    | 132    | 3       |

### Formuła 2
| Rok  | Zespół       | Wyniki w poszczególnych eliminacjach | Wyniki w poszczególnych eliminacjach | Wyniki w poszczególnych eliminacjach | Wyniki w poszczególnych eliminacjach | Wyniki w poszczególnych eliminacjach | Wyniki w poszczególnych eliminacjach | Wyniki w poszczególnych eliminacjach | Wyniki w poszczególnych eliminacjach | Wyniki w poszczególnych eliminacjach | Wyniki w poszczególnych eliminacjach | Wyniki w poszczególnych eliminacjach | Wyniki w poszczególnych eliminacjach | Wyniki w poszczególnych eliminacjach | Wyniki w poszczególnych eliminacjach | Wyniki w poszczególnych eliminacjach | Wyniki w poszczególnych eliminacjach | Wyniki w poszczególnych eliminacjach | Wyniki w poszczególnych eliminacjach | Wyniki w poszczególnych eliminacjach | Wyniki w poszczególnych eliminacjach | Wyniki w poszczególnych eliminacjach | Wyniki w poszczególnych eliminacjach | Wyniki w poszczególnych eliminacjach | Wyniki w poszczególnych eliminacjach | Wyniki w poszczególnych eliminacjach | Wyniki w poszczególnych eliminacjach | Wyniki w poszczególnych eliminacjach | Wyniki w poszczególnych eliminacjach | Punkty | Pozycja |
| ---- | ------------ | ------------------------------------ | ------------------------------------ | ------------------------------------ | ------------------------------------ | ------------------------------------ | ------------------------------------ | ------------------------------------ | ------------------------------------ | ------------------------------------ | ------------------------------------ | ------------------------------------ | ------------------------------------ | ------------------------------------ | ------------------------------------ | ------------------------------------ | ------------------------------------ | ------------------------------------ | ------------------------------------ | ------------------------------------ | ------------------------------------ | ------------------------------------ | ------------------------------------ | ------------------------------------ | ------------------------------------ | ------------------------------------ | ------------------------------------ | ------------------------------------ | ------------------------------------ | ------ | ------- |
| 2023 | Prema Racing | Bahrajn                              | Bahrajn                              | Arabia Saudyjska                     | Arabia Saudyjska                     | Australia                            | Australia                            | Azerbejdżan                          | Azerbejdżan                          | Monako                               | Monako                               | Hiszpania                            | Hiszpania                            | Austria                              | Austria                              | Wielka Brytania                      | Wielka Brytania                      | Węgry                                | Węgry                                | Belgia                               | Belgia                               | Holandia                             | Holandia                             | Włochy                               | Włochy                               | Zjednoczone Emiraty Arabskie         | Zjednoczone Emiraty Arabskie         |                                      |                                      | 130    | 6       |
| 2023 | Prema Racing | 15                                   | 14                                   | NU                                   | 10                                   | 7                                    | 17                                   | 1                                    | 1                                    | NU                                   | 11                                   | 7                                    | 1                                    | 8                                    | 5                                    | 6                                    | 8                                    | 3                                    | 12                                   | 12                                   | 7                                    | OD                                   | NU                                   | 6                                    | 1                                    | 10                                   | NU                                   |                                      |                                      | 130    | 6       |
| 2024 | Prema Racing | Bahrajn                              | Bahrajn                              | Arabia Saudyjska                     | Arabia Saudyjska                     | Australia                            | Australia                            | Włochy                               | Włochy                               | Monako                               | Monako                               | Hiszpania                            | Hiszpania                            | Austria                              | Austria                              | Wielka Brytania                      | Wielka Brytania                      | Węgry                                | Węgry                                | Belgia                               | Belgia                               | Włochy                               | Włochy                               | Azerbejdżan                          | Azerbejdżan                          | Katar                                | Katar                                | Zjednoczone Emiraty Arabskie         | Zjednoczone Emiraty Arabskie         | 18*    | 13*     |
| 2024 | Prema Racing | 16                                   | 15                                   | WD                                   | WD                                   | 14                                   | 9                                    | 5                                    | 19                                   | 11                                   | 4                                    | 21                                   | 14                                   | 1                                    | NU                                   | NU                                   | 7                                    | 10                                   | 15                                   | 7                                    | NU                                   | 1                                    | 7                                    | –                                    | –                                    |                                      |                                      |                                      |                                      | 18*    | 13*     |

### Formuła 1
| Rok  | Zespół                 | Samochód      | Silnik         | Wyniki w poszczególnych eliminacjach | Wyniki w poszczególnych eliminacjach | Wyniki w poszczególnych eliminacjach | Wyniki w poszczególnych eliminacjach | Wyniki w poszczególnych eliminacjach | Wyniki w poszczególnych eliminacjach | Wyniki w poszczególnych eliminacjach | Wyniki w poszczególnych eliminacjach | Wyniki w poszczególnych eliminacjach | Wyniki w poszczególnych eliminacjach | Wyniki w poszczególnych eliminacjach | Wyniki w poszczególnych eliminacjach | Wyniki w poszczególnych eliminacjach | Wyniki w poszczególnych eliminacjach | Wyniki w poszczególnych eliminacjach | Wyniki w poszczególnych eliminacjach | Wyniki w poszczególnych eliminacjach | Wyniki w poszczególnych eliminacjach | Wyniki w poszczególnych eliminacjach | Wyniki w poszczególnych eliminacjach | Wyniki w poszczególnych eliminacjach | Wyniki w poszczególnych eliminacjach | Wyniki w poszczególnych eliminacjach | Wyniki w poszczególnych eliminacjach | Punkty | Pozycja |
| ---- | ---------------------- | ------------- | -------------- | ------------------------------------ | ------------------------------------ | ------------------------------------ | ------------------------------------ | ------------------------------------ | ------------------------------------ | ------------------------------------ | ------------------------------------ | ------------------------------------ | ------------------------------------ | ------------------------------------ | ------------------------------------ | ------------------------------------ | ------------------------------------ | ------------------------------------ | ------------------------------------ | ------------------------------------ | ------------------------------------ | ------------------------------------ | ------------------------------------ | ------------------------------------ | ------------------------------------ | ------------------------------------ | ------------------------------------ | ------ | ------- |
| 2024 | Scuderia Ferrari HP    | Ferrari SF-24 | Ferrari 066/12 | Bahrajn                              | Arabia Saudyjska                     | Australia                            | Japonia                              |                                      | Stany Zjednoczone                    | Emilia-Romania                       | Monako                               | Kanada                               | Hiszpania                            | Austria                              | Wielka Brytania                      | Węgry                                | Belgia                               | Holandia                             | Włochy                               | Azerbejdżan                          | Singapur                             | Stany Zjednoczone                    | Meksyk                               |                                      | Stany Zjednoczone                    | Katar                                |                                      | 7*     | 16*     |
| 2024 | Scuderia Ferrari HP    | Ferrari SF-24 | Ferrari 066/12 | –                                    | 7                                    | –                                    | –                                    | –                                    | –                                    | –                                    | –                                    | –                                    | –                                    | –                                    | –                                    | –                                    | –                                    | –                                    | –                                    | –                                    | –                                    | –                                    | –                                    | –                                    | –                                    | –                                    | –                                    | 7*     | 16*     |
| 2024 | MoneyGram Haas F1 Team |               |                | –                                    | –                                    | –                                    | –                                    | –                                    | –                                    | –                                    | –                                    | –                                    | –                                    | –                                    | –                                    | –                                    | –                                    | –                                    | –                                    | 10                                   | –                                    | –                                    | –                                    | 12                                   | –                                    | –                                    | –                                    | 7*     | 16*     |